# Bojków (Gliwice)
Bojków (dawniej Szywałd, śl. Szywołd, Šywoud, niem. Schönwald, gwara szywałdzka Schewaude/Šẹwaldẹ) – dzielnica miasta Gliwice od 1975 roku. W latach 1945–1954 siedziba gminy Bojków.

## Informacje ogólne
Dzielnica jest położona w południowej części miasta i dzieli się na: Bojków Dolny, Bojków Środkowy i Bojków Górny.

## Nazwa
Pierwsza zachowana informacja o nazwie miejscowości Scuenevalde pochodzi z 1263 roku, zaś z 1269 roku forma Sschönwald zbliżona do nazwy Schönwald używanej do 1947 roku, aż do wysiedlenia niemalże wszystkich rdzennych mieszkańców. Nazwa Schönwald oznacza „piękny las”.
Pierwsza polska nazwa wsi – Szywałd, będąca prostą adaptacją fonetyczną z gwary szywałdzkiej języka niemieckiego, była używana od niepamiętnych czasów przez polskojęzycznych mieszkańców okolicznych wsi. Używana czasami nawet w naukowych publikacjach polskojęzyczna forma Szynwałd (z literacko-niemieckim „n”) zamiast tradycyjnej Szywałd, jest sztuczna i błędna.
Obecna nazwa Bojków, wprowadzona urzędowo w 1946 roku, pochodzi od udokumentowanego faktu założenia w średniowieczu wsi Schönwald w lesie zwanym Boycou (stąd Bojków). Genezę taką potwierdza zresztą typ morfologiczny Szywałdu, który jest wsią łanów leśnych (łańcuchówką).

## Historia

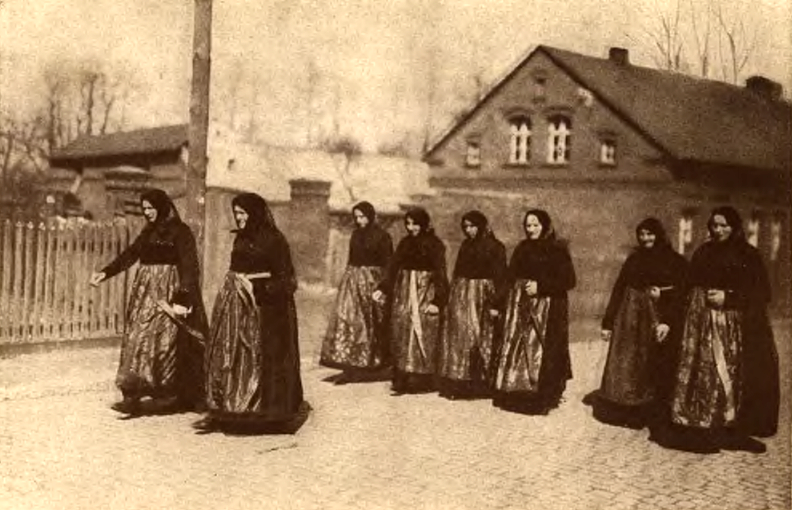
Szywałdzkie kobiety w uroczystych strojach na drodze do kościoła (Lata 20. XX wieku)

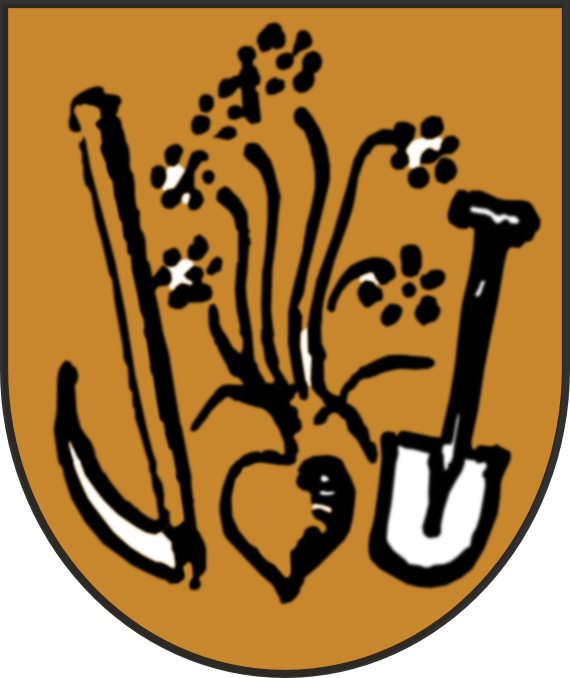
Przedwojenny herb Szywałdu

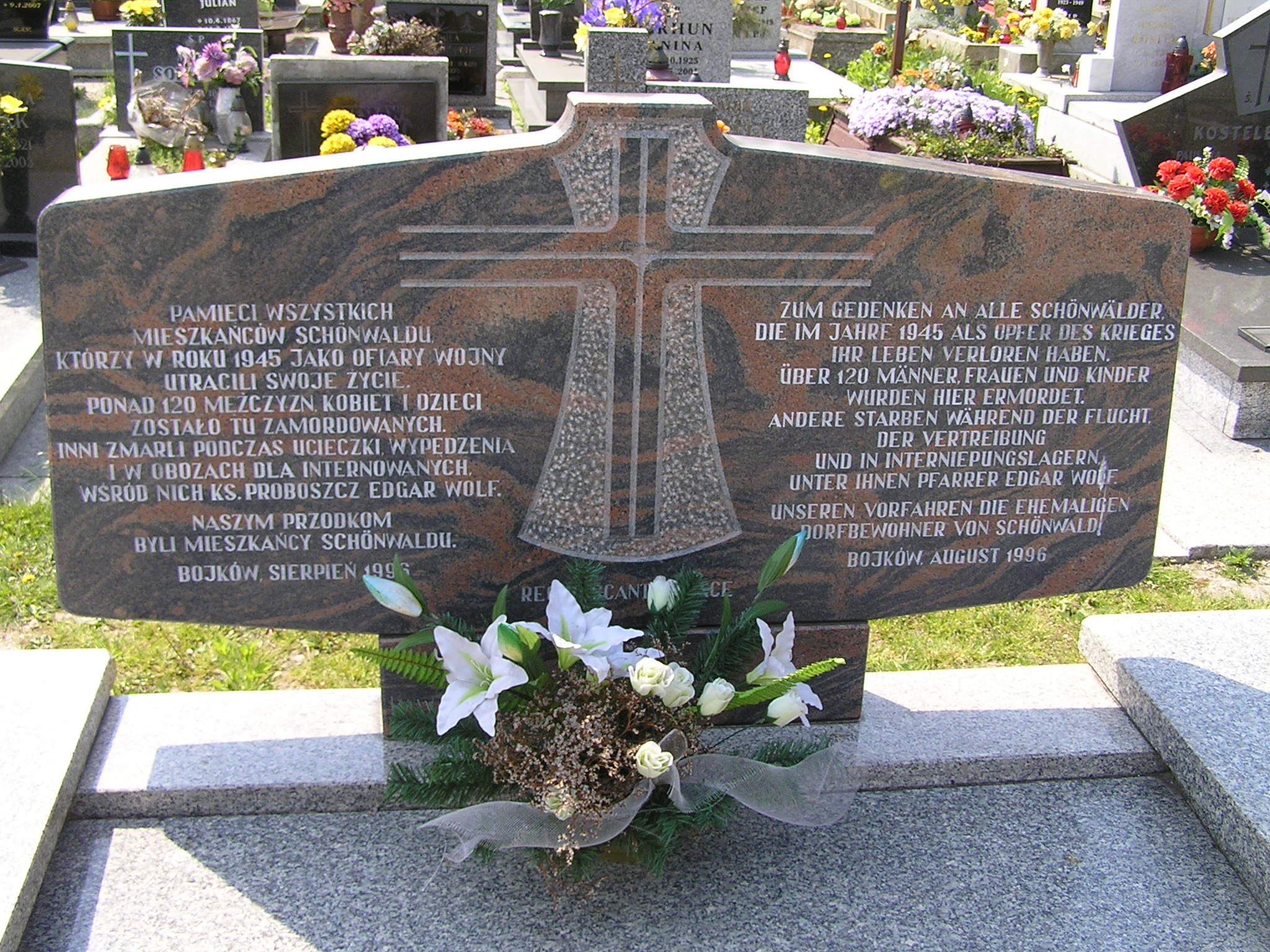
Bojków – Symboliczny grób ofiar masakry z 1945 roku

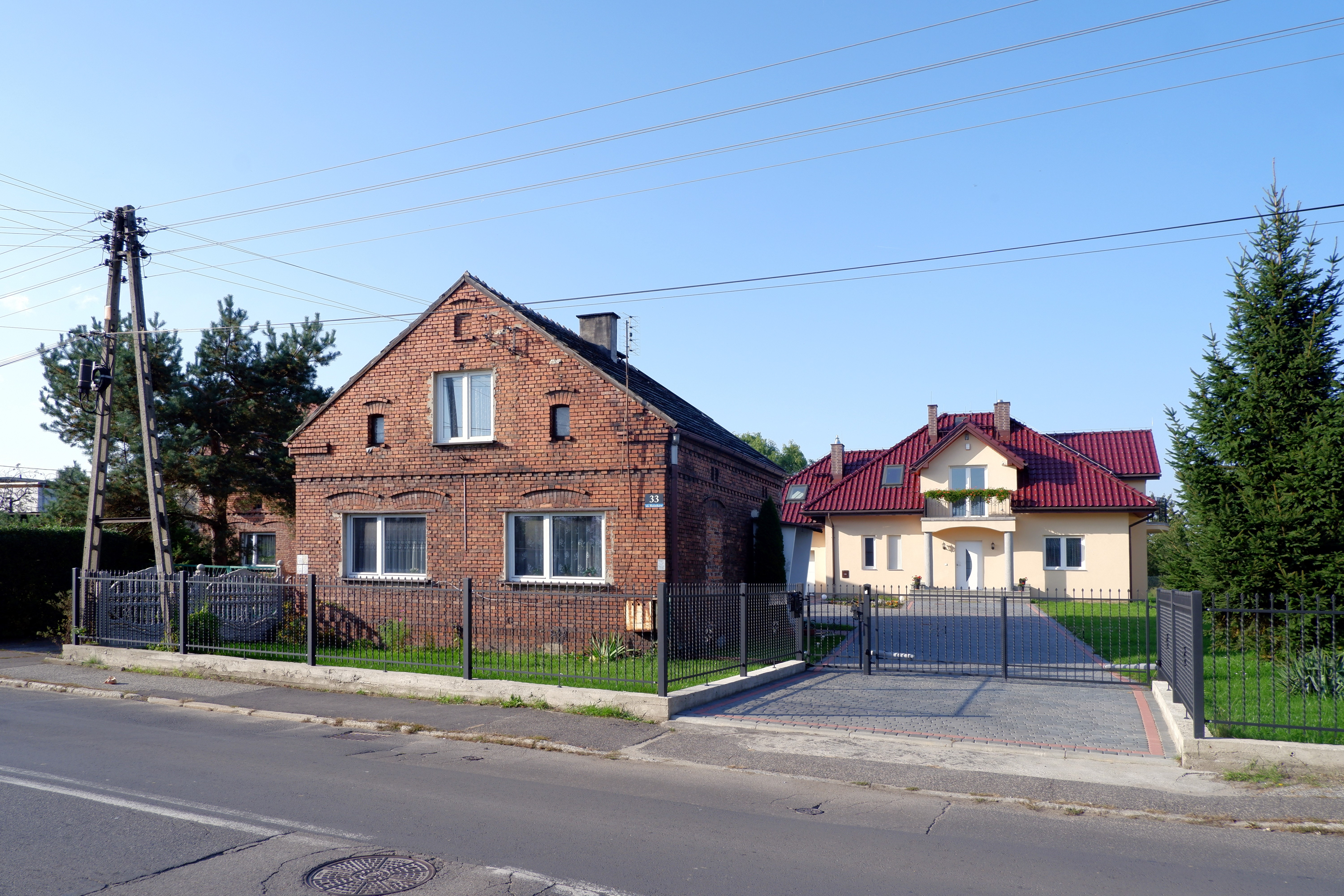
Tradycyjny dom ceglany i nowy budynek z 2020 przy ulicy Rolników

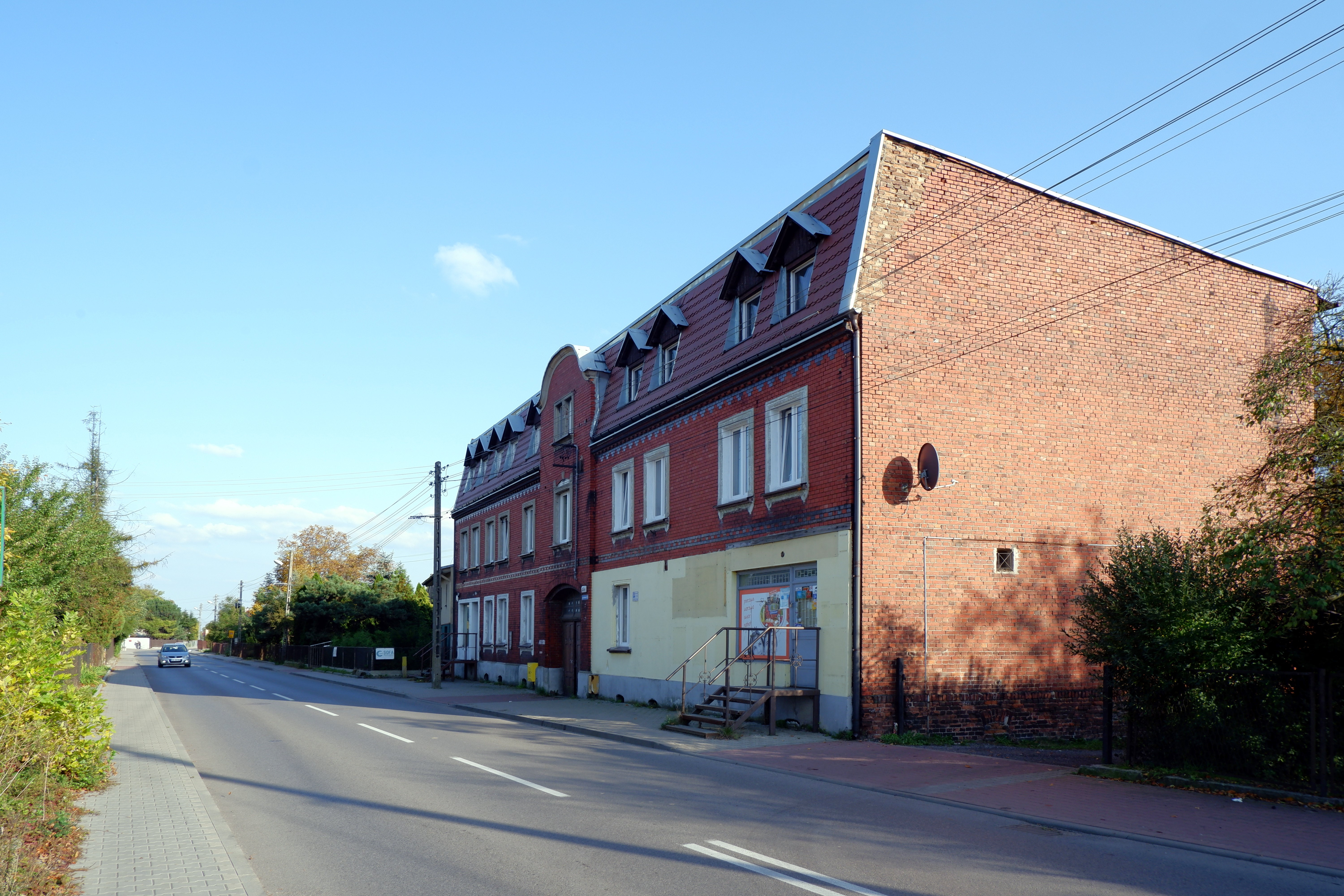
Kamienica przy ulicy Rolników

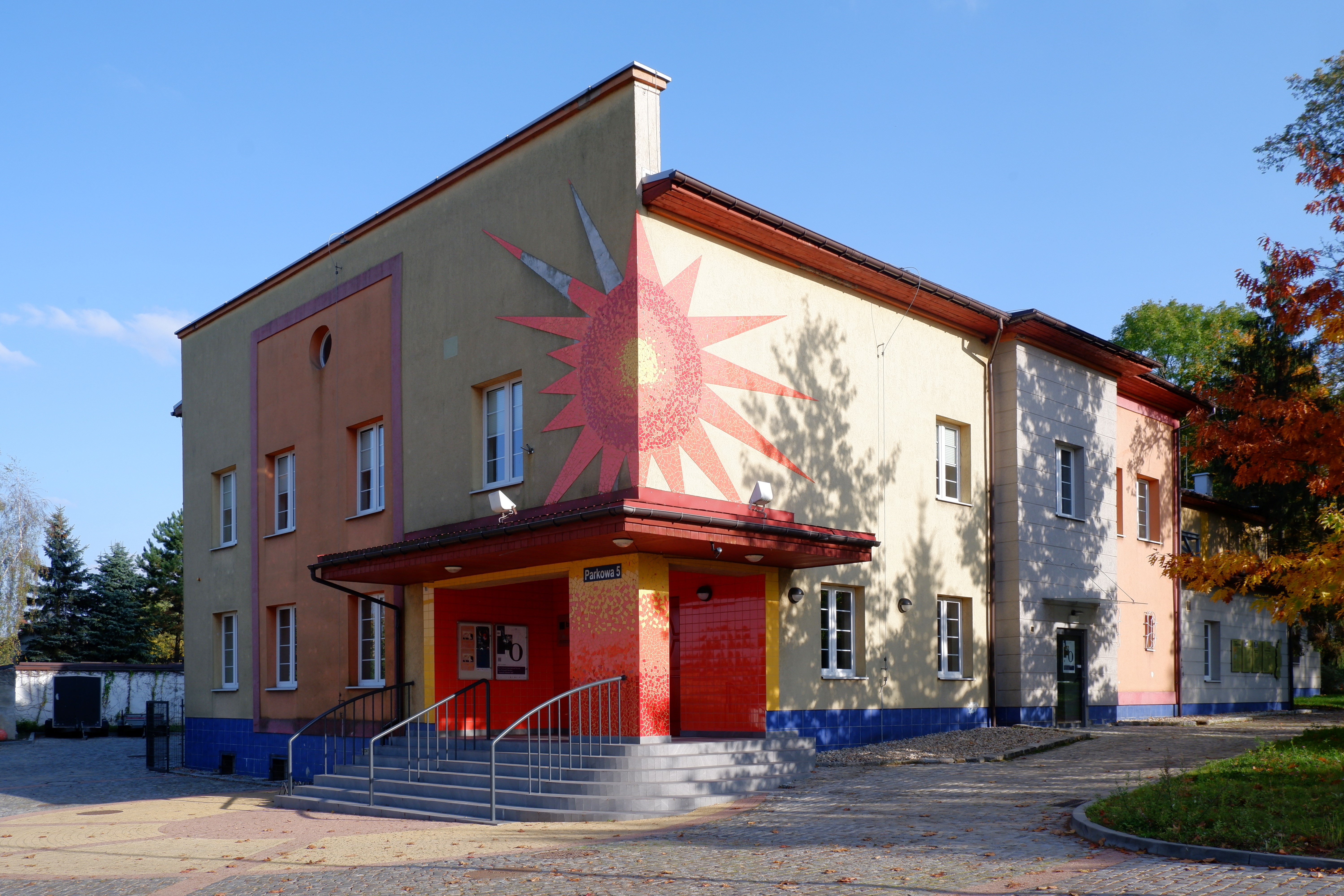
Dom kultury

Pierwsze wzmianki o wsi pochodzą z 1263 roku. Wieś Schönwald była kolonią niemieckich osadników z Frankonii, sprowadzonych na Śląsk przez władający tym terenem (dokładniej: lasem) klasztor cysterski w Rudach. Mieszkańcy przez prawie 700 lat zachowali swoją odrębność kulturową, czemu sprzyjało m.in. zawieranie związków małżeńskich w ramach miejscowości, a nawet pomiędzy bliskimi krewnymi. Odrębność od sąsiadującej z Szywałdem większości słowiańskiej wyrażała się własną, archaiczną gwarą wywodzącą się z dialektu języka średnio-wysoko-niemieckiego, odmiennym budownictwem i zwyczajami (m.in. bardzo oryginalne obrzędy weselne) oraz strojem – strój kobiecy noszony był na co dzień aż do końca funkcjonowania społeczności w 1945 roku. W Szywałdzie istniała wielowiekowa tradycja hafciarska. Od 1920 roku we wsi działała Schönwalder Stickstube – izba hafciarska, której członkinie wykonały 17 tysięcy prac przeznaczonych na sprzedaż. Największą pracą hafciarską szywałdzianek była wykonana w 1944 roku kurtyna teatru miejskiego w Gliwicach, zniszczona przez Armię Czerwoną jeszcze przed spaleniem tego budynku.
Podczas Plebiscytu w 1921 roku ponad 99% mieszkańców Szywałdu opowiedziało się za przynależnością wsi do Niemiec. Po podziale Górnego Śląska w 1922 roku miejscowość pozostała w granicach Republiki Weimarskiej.
Szywałd do 1945 roku był regionalnym ewenementem kulturowym – jedyną w Górnośląskim Okręgu Przemysłowym (Oberschlesisches Industriegebiet) autentyczną enklawą rzeczywiście niemieckiej społeczności wiejskiej (pozostałe obejmowały mieszczan i robotników, zazwyczaj przemieszane z ludnością słowiańskojęzyczną). Sprzyjało to podejmowaniu od końca XIX wieku etnograficznych, historycznych i językowych badań naukowych oraz ożywionemu kolekcjonerstwu muzealnemu (np. do 1945 roku Górnośląskie Muzeum Krajowe w Bytomiu posiadało w zbiorach komplet strojów i ozdób ludowych oraz reprezentatywną kolekcję sprzętów gospodarskich i rzemiosła ludowego, jak również pokaźną dokumentację zwyczajów mieszkańców Szywałdu – do dziś w Muzeum Górnośląskim zachowała się jedynie część dokumentacji fotograficznej szywałdzkich obyczajów ludowych). Unikalność świetnie zachowanej niemieckiej kultury szywałdzian często wykorzystywano w propagandzie narodowej Republiki Weimarskiej i III Rzeszy. Pomimo silnego konserwatyzmu kulturowego, szywałdzianie przejęli niektóre tradycje słowiańskich sąsiadów, np. otaczali kultem wizerunek częstochowskiej Czarnej Madonny, odbywając pielgrzymki do Sanktuarium Jasnogórskiego w Częstochowie.
W styczniu 1945 roku, tuż przed wkroczeniem do wsi Armii Czerwonej, administracja niemiecka zarządziła ewakuację ludności, początkowo do Austrii, a następnie do zachodniej części Niemiec, jednak część szywałdzian pozostała we wsi. Wojsko niemieckie wycofało się 24 stycznia 1945 roku. Wkraczająca w nocy z 26 na 27 stycznia 1945 roku do Szywałdu Armia Czerwona, podobnie jak w pobliskich Przyszowicach, zamordowała tu około 120 mieszkańców, w tym ks. Edgara Wolfa (pamiątką po tej tragedii jest symboliczny grób z 1996 na bojkowskim cmentarzu). Czerwonoarmiści dopuścili się też licznych aktów przemocy w stosunku do mieszkańców (gwałtów na kobietach, rabunków) i spaliła blisko sto budynków mieszkalnych. Pozostałą w Szywałdzie i wracającą z głębi Niemiec rdzenną ludność wysiedlono w trzech etapach: 16 października 1945 roku, w lipcu 1946 i maju 1947 roku. Spośród rodzimych mieszkańców na miejscu zdołały pozostać trzy młode kobiety, które wyszły za mąż za polskich osadników i w ten sposób uniknęły wysiedlenia.
Zaraz po przejęciu wsi przez władze polskie powrócono do spolszczonej fonetycznie formy Szywałd, używanej od dawna przez słowiańskojęzycznych mieszkańców okolicznych wsi. Wieś została zasiedlona przez przesiedleńców z okolic Olkusza oraz ze wsi Załoźce (woj. tarnopolskie). Stosunki pomiędzy pozostającymi jeszcze na miejscu niemieckimi szywałdzianami a nowo przybyłymi przesiedleńcami (bojkowianami) były złe i doznawali oni od osadników wielu szykan.
Nowi mieszkańcy przejęli gospodarstwa po wysiedlonych szywałdzianach i odbudowali spalone przez Rosjan, rozpoczynając zupełnie nową epokę w dziejach wsi. Zmianę tę symbolicznie podkreśliła w 1946 roku zmiana nazwy Szywałdu na Bojków. W 1975 roku polski Bojków przyłączono do Gliwic.

## Edukacja
Szkoły podstawowe:
- Szkoła Podstawowa Numer 8 im. Marii Dąbrowskiej

## Kościoły i kaplice
Kościoły rzymskokatolickie:
- Kościół Narodzenia NMP

Kaplice:
- Kaplica św. Jana Nepomucena
- Kaplica Matki Boskiej Częstochowskiej

## Sport
Kluby sportowe:
- KS Bojków Gliwice – klub piłkarski, grający obecnie w B-klasie

## Transport
Przez wschodnią część dzielnicy przebiega autostrada A1.
Przy granicy z dzielnicą przebiega autostrada A4 i znajduje się węzeł drogowy Bojków, łączący autostradę z drogą krajową nr 78.